# محمود البحرة
محمود البحرة من أعلام الرياضة السورية مواليد دمشق 1911 ميلادي أول من أدخل الجمباز إلى سوريا فكان من أبطال دمشق المعدودين في الجمباز والمصارعة ورفع الأثقال والسباحة وكمال الأجسام كما كان نجم الملاعب والحلبات في دمشق وبيروت طيلة ربع قرن من الزمن نال وسام الرياضة السورية من الدرجة الأولى من الحكومة السورية.
عمل مدرساً للتربية البدنية في حلب عام 1937 ميلادي ثم أوفد للدراسة في معهد التربية للمعلمين في مصر قسم التربية البدنية عام 1938 ميلادي وتخرج منها عام 1941 ميلادي ليعمل مدرساً للتربية البدنية في دمشق التجهيز الأولى والثانية ودار المعلمين ومفتشاً للتربية البدنية الرياضية من عام 1951 –1954 وأشرف على عدد من المهرجانات الرياضية في دمشق فكان بذلك أول من أدخل التظاهرة الرياضية المعروفة باسم الإسبارتاكياد لسورية.
تخرج على يديه عدد من أبطال الرياضة السوريين المعروفين في الألعاب المختلفة، كان رئيساً لنادي المغاوير السوري ونادي الغافقي السوري واللجنة العليا للجمباز في سوريا ونائباً لرئيس الأتحاد العربي للجمباز من 1958 – 1961 كما كان مدرباً لفوج إطفاء دمشق الذي ضم عدداً من خيرة أبطال سوريا الرياضيين، عمل حكماً في الجمباز والمصارعة ورفع الأثقال والسباحة وألعاب القوى وعضواً في اللجنة الأولمبية لعدة سنوات.
له ثلاثة أبناء وبنت: محمد ممتاز البحرة رسام تشكيلي ومؤنسة البحرة مدرسة ومخلص البحرة وأحمد محسن البحرة مهندس.

## وفاته
توفي في دمشق بتاريخ 17/2/1962 م.